# Wapen van Teerns

Wapen van Teerns

Het wapen van Teerns is het dorpswapen van het Nederlandse dorp Teerns, in de Friese gemeente Leeuwarden. Het wapen werd in 1994 geregistreerd.

## Beschrijving
De blazoenering van het wapen luidt als volgt:
In keel een gebroken rad van zilver en een golvende schildvoet van zilver en azuur van vier stukken.
De heraldische kleuren zijn: keel (rood), zilver (zilver) en azuur (blauw).

## Symboliek
- Rad: attribuut van de Catharina van Alexandrië, eertijds de patroonheilige van de kerk van Teerns.[3]
- Schildvoet: duidt op de waterrijke omgeving van het dorp.[3]
- Kleurstelling: overgenomen van het wapen van Oostergo.[3]

Het wapen van Oostergo.

## Zie ook

Vlag van Teerns